# Drei Eier im Glas
Pour plus de détails, voir Fiche technique et Distribution.
Drei Eier im Glas (en français Trois oeufs dans un verre) est un film  autrichien réalisé par Antonin Svoboda sorti en 2015.
Le long métrage est la deuxième collaboration entre le trio Stermann, Grissemann et Strunk après Immer nie am Meer en 2007.

## Synopsis
La carrière de mannequin de Bernhard « Barney » Schweinheimer à Vienne a atteint un point bas : déjà star dans son enfance, il tourne désormais des publicités pour des monte-escaliers et passe la nuit dans une salle de sport. Ses seuls biens après 25 ans de carrière sont une valise et un saxophone. Dans le but de mettre en gage l'instrument, il visite le magasin de musique délabré "Musikhaus Gnom". L'employé est le professeur de musique alcoolique Michael Kiesel, ancien saxophoniste dans la comédie musicale Le Roi Lion à Hambourg. Il est sous la coupe de son père acariâtre Meinhard, qui parle avec une prothèse phonatoire et mange ses repas en purée avec une paille.
Tout en buvant du schnaps, Kiesel regarde sur son ordinateur portable la série Amoureux d'un cadavre, dans laquelle on peut voir son béguin, Heidrun Fröhlich, avec un mort au crâne chauve et peigné. Sur son site Internet, il propose un "cours de saxophone pour célibataires" sous la devise "Sax up your life", auquel Barney participe avec d'autres hommes seuls.
Pendant son temps libre, Dragan Kuhl joue au tennis de table contre lui-même dans sa grande villa. Le fils de "la Meurtrière aux Groseilles" condamnée à la prison à vie et qui a assassiné son mari et ses amants en 1977, dirige une agence de voyages pour le tourisme macabre. Cependant, Kuhl s'est vu interdire de travailler pendant un an après que Greenpeace a poursuivi son entreprise en justice et que la guilde a révoqué sa licence afin de sauver la réputation de l'Autriche en tant que pays touristique. Il rejoint également le cours de saxophone, auquel le père de Kiesel met fin brusquement. Il a vendu le magasin de musique.
Après que Kuhl et Schweinheimer aient récupéré Kiesel dans la rue, ivres, ils se réunissent dans un appartement partagé dans la villa de Kuhl avec du schnaps et des biscottes. Dans la limousine allongée de Kuhl, ils se rendent à Tchernobyl, où Kiesel se précipite dans la zone d'exclusion avec l'envie de "brûler". Les trois sont arrêtés par un soldat et enfermés dans une cave, d'où ils achètent leur sortie. De retour à Vienne, les hommes visitent un établissement doté de glory holes. Dans la villa, Kiesel poursuit le cours de saxophone, dans lequel les hommes ont désormais progressé et jouent ensemble du jazz modal.
La mère de Kuhl est sortie inopinément de prison. Kuhl montre à Schweinheimer des diapositives des amants de son père, que sa mère a assassinés. Kiesel cuisine pour eux deux et dispose pour réduire leur vitesse de repas de ce qu'on appelle des "fourchettes grésillantes", c'est-à-dire des fourchettes qui se mettent à vibrer lorsqu'ils mangent trop vite. Kiesel et Schweinheimer lisent le livre Effondrement de Jared Diamond. La dernière heure du cours de saxophone se déroule dans le jardin de la villa. Lorsqu'une averse commence, les hommes s'enfuient dans la maison. Kiesel télécharge la vidéo de la pièce commune sur YouTube.
Quand ils se réveillent tous les trois le lendemain, la vidéo a déjà été vue plus de trois millions de fois. C'est seulement maintenant qu'ils réalisent que l'employé de l'aéroport tanzanien, Richard Song, est mort d'une crise cardiaque pendant la pièce. En tant que succès viral intitulé Dead Man Playing, le morceau a aidé le saxophone à acquérir une nouvelle popularité mondiale. Le film se termine par les funérailles de Song, accompagné des trois hommes avec leurs saxophones.

## Fiche technique
- Titre original allemand : Immer nie am Meer
- Réalisation : Antonin Svoboda assisté de Susanne Nowotny
- Scénario : Christoph Grissemann (de), Dirk Stermann, Heinz Strunk, Antonin Svoboda
- Musique : Parov Stelar
- Direction artistique : Katharina Wöppermann
- Costumes : Tanja Hausner
- Photographie : Martin Gschlacht
- Son : Klaus Kellermann
- Montage : Joana Scrinzi (de)
- Production : Martin Gschlacht, Antonin Svoboda, Bruno Wagner
- Société de production : Coop99
- Société de distribution : Filmladen
- Pays d'origine :  Autriche
- Langue : allemand
- Format : Couleurs - 1,85:1 - Dolby - 35 mm
- Genre : Comédie
- Durée : 88 minutes
- Dates de sortie :
  - Autriche : 10 avril 2015.

## Distribution
- Christoph Grissemann : Dragan « Drakul » Kuhl
- Dirk Stermann : Bernhard Schweinheimer
- Heinz Strunk : Michael Kiesel
- Davis O. Nejo (de) : Richard Song
- Ingrid Burkhard : la mère de Drakul
- Wolfgang Hübsch : Meinhard Gnom
- Ursula Strauss : Heidrun Fröhlich
- Haymon Maria Buttinger (de) : Helmut
- Alexander Tschernek (de) : Manfred

## Production
Le titre provisoire du film était Verliebt in eine Leiche, le titre du feuilleton. Le tournage a lieu de mai 2014 à juillet 2015 à Vienne et en République tchèque et en Tanzanie. De nombreuses formulations du scénario peuvent être trouvées dans les livres de Heinz Strunk, comme par exemple des questions dans lesquelles les personnages doivent décider s'ils accepteraient que des modifications défavorables soient apportées à leur propre corps pour une grosse somme d'argent, ou la question de savoir s'ils aimeraient être un esclave.